# Hydrotetrix aspera
Hydrotetrix aspera är en insektsart som beskrevs av Boris Petrovich Uvarov 1926. Hydrotetrix aspera ingår i släktet Hydrotetrix och familjen torngräshoppor. Inga underarter finns listade i Catalogue of Life.